# Šedem
Naselje se nahaja pod obronki Bohorja, najvišjega hriba v Posavju. Od zaprtja rudnika se je v vasi razpaslo kmetijstvo. To izjavo potrjuje dejstvo, da ima več kot 80% družin vsaj po eno domačo žival.
Naselje se iz leta v leto veča, saj se vedno več mladih družin preseli iz mesta na deželo.
Vas ima eno posebnost, ki kaže na dejstvo, da je vas na istem mestu že stoletja - cerkev Sveti Jakob. Cerkev je bila izgrajena v drugi polovici 12. stoletja. 

Naselje se nahaja v občini Krško.